# كلينغ (أسطورة)
كلينغ (بالإنجليزية: Klieng)‏ أعظم الأبطال الأسطوريين في الداياك بورنیو. هذا المحارب ولد من عقدة في شجرة. ومأثرته الكبرى هي حربه على السماء.